# Диллон, Шон
Шон Диллон (англ. Seán Dillon; родился 30 июля 1983 года в Дублине, Ирландия) — ирландский футболист. Защитник, выступающий за «Монтроз».

## Клубная карьера

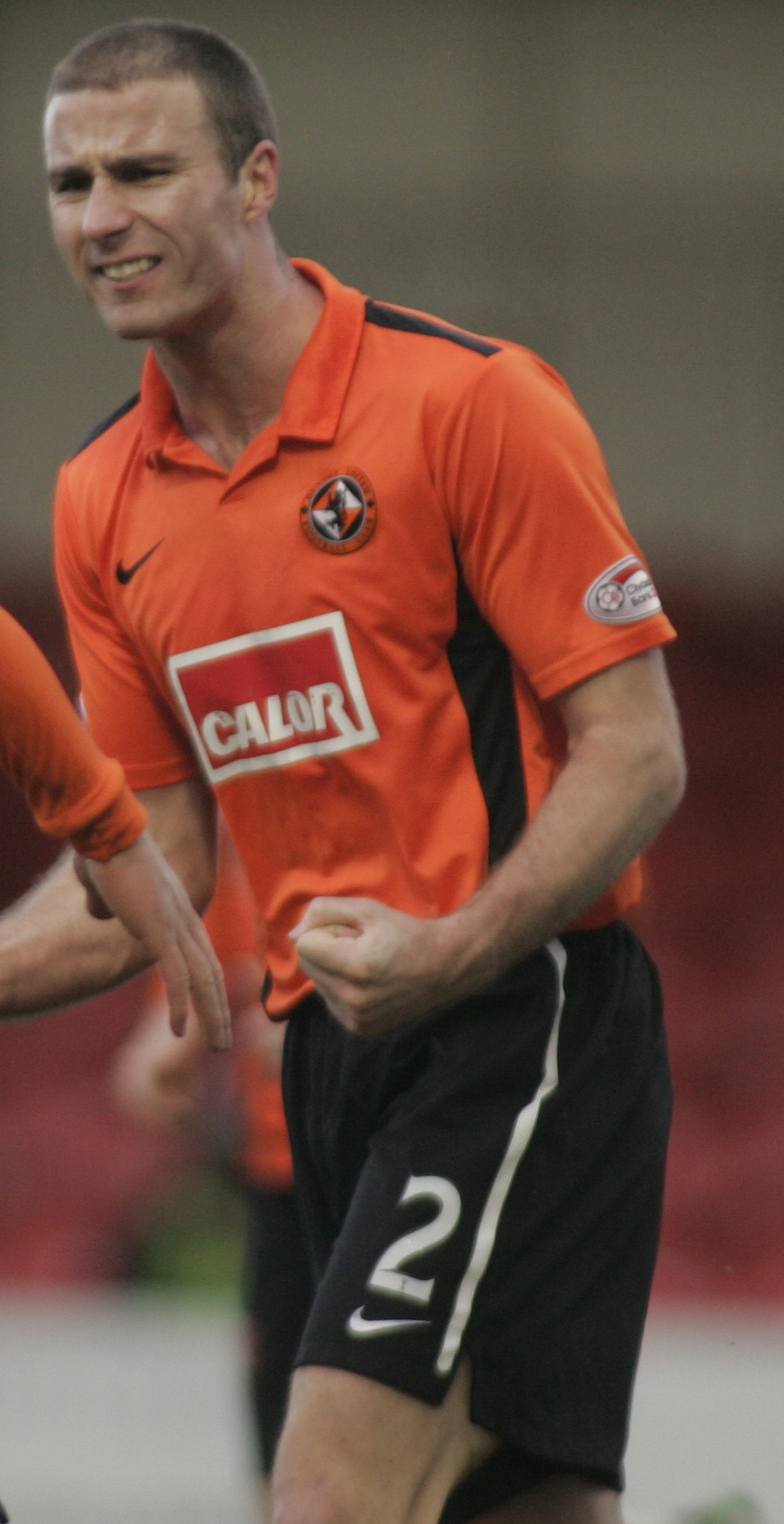
Диллон в матче чемпионата Шотландии

Шон является воспитанником футбольной академии «Астон Виллы». В 2002 году он возвращается на родину в Ирландию, где выступает за клуб «Лонгфорд Таун». С «Лонгфордом», Диллон дважды выиграл Кубок Ирландии в 2003 и 2004 годах.
В 2006 году Шон переходит в «Шелбурн», в составе которого он становится чемпионом Ирландии в том же году. Диллон также помого своё команде в Кубке Интетото, против литовской команды «Ветра», забив единственный гол в матче.
В январе 2007 года Диллон подписывает контракт с шотландским «Данди Юнайтед». 15 мая 2010 года обыграв в финальном поединке команду «Росс Каунти», Шон стал обладателем Кубка Шотландии в составе «террористов».

## Международная карьера
Диллон принимал участие в Молодёжном Чемпионате Мира 2003 в составе молодёжной сборной Ирландии. А также в октябре 2007 года, Шон сыграл за вторую сборную Ирландии в матче против сборной Шотландии.

## Достижения
Командные
 «Лонгфорд Таун»
- Кубок Ирландии по футболу — 2003
- Кубок Ирландии по футболу — 2004

 «Шелбурн»
- Чемпионат Ирландии по футболу — 2006

 «Данди Юнайтед»
- Кубок Шотландии по футболу — 2010